# Texcapa
Texcapa es una localidad de mexicana, localizada en el municipio de Tepehuacán de Guerrero en el estado de Hidalgo.

## Toponimia
Del náhuatl Tezca-pan: “lugar de espejos labrados en pirita de fierro”.

## Geografía
Se encuentra en la región geográfica de la Sierra Alta; a la localidad le corresponden las coordenadas geográficas 21°5′32.016″ de latitud norte y 98°51′13.618″ de longitud oeste; con una altitud de 1061 m s. n. m. Cuenta con un clima semicálido húmedo con lluvias todo el año.
En cuanto a fisiografía se encuentra en la provincia de la Sierra Madre Oriental, dentro de la subprovincia del Carso Huasteco; su terreno es de sierra. En lo que respecta a la hidrografía se encuentra posicionado en la región del Pánuco, dentro de la cuenca del río Moctezuma, y en la subcuenca del río Amajac.

## Demografía
En 2020 registró una población de 2241 personas, lo que corresponde al 7.17 % de la población municipal; de los cuales 1131 son hombres y 1110 son mujeres.
| Gráfica de evolución demográfica de Texcapa entre 1900 y 2020                                |
|                                                                                              |
| Población de los censos y conteos del Instituto Nacional de Estadística y Geografía (INEGI). |